# 原田鋼
原田 鋼（はらだ こう、1909年9月17日 - 1992年7月17日）は、日本の政治学者。元中央大学学長。専門は、政治学。特に、政治思想史・政治哲学・政治権力。後年、法哲学も研究した。政治学分野から初めての文化功労者である。

## 来歴
中国大連生まれ。栃木県大田原市で育つ。1936年、早稲田大学政治経済学部卒業。1941年から1945年にかけて、早稲田大学政治経済学部非常勤講師。1942年11月、法学博士（東京帝國大學）（学位論文「法治国家論」）。
1948年、中央工学専門学校専任講師。1949年、中央大学法学部教授。政治学原論・政治史・法哲学を担当。1965年、中央大学評議員（ - 1973年）。1969年、中央大学学長。1980年、中央大学を定年退職、同名誉教授。1989年、文化功労者。
この他、司法試験第二次試験考査委員（旧司法試験）（1961年 - 1974年）、国家公務員上級試験専門委員（1961年 - 1981年）、日本政治学会理事長（1966年 - 1968年）、日本学術会議会員を歴任した。
1981年、勲三等旭日中授賞。死後、正四位勲二等瑞宝章。

## 主著
- 『政治思想史概説』有斐閣、1941
- 『主權概念を中心としてみたる政治學説史』研進社、1947
- 『西洋政治思想史(有斐閣全書)』有斐閣、1950
- 『政治思想史概説』有斐閣、1961
- 『日本における近代政治学の発達』蝋山政道著、原田解説、ぺりかん社、1968
- 『ヨーロッパ政治思潮史』御茶の水書房、1980
- 『権力複合態の理論 : 少数者支配と多数者支配』有斐閣、1981
- 『政治権力の実体 : 仮面をつける政治』御茶の水書房、1989
- 『法治國家論 : 法治國家の機能と限界（復刻版）』有斐閣、1990